# Bataille de Saipan
Seconde Guerre mondiale
Batailles
Campagne des îles Mariannes et Palaos
- Saipan
- Mer des Philippines
- Guam (1944)
- Tinian
- Peleliu
- Angaur

Japon :
- Raid de Doolittle
- Bombardements stratégiques sur le Japon (Tokyo
- Yokosuka
- Kure
- Hiroshima et Nagasaki)
- Raids aériens japonais des îles Mariannes
- Campagne des archipels Ogasawara et Ryūkyū
- Opération Famine
- Bombardements navals alliés sur le Japon
- Baie de Sagami
- Invasion de Sakhaline
- Invasion des îles Kouriles
- Opération Downfall
- Reddition du Japon

Pacifique central :
- Pearl Harbor
- Guam (1941)
- Wake
- Raid sur les îles Gilbert et Marshall
- Opération K
- Midway
- Opération RY
- Campagne des îles Gilbert et Marshall
- Campagne des îles Mariannes et Palaos
- Campagne des archipels Ogasawara et Ryūkyū
- Opération Inmate

Pacifique du sud-ouest :
- Nauru
- Invasion des Philippines (1941-42)
- Invasion des Indes orientales néerlandaises
- Opérations de l'Axe dans les eaux australiennes
- Raids aériens japonais sur l'Australie (1942-43)
- Opération Ke
- Campagne des îles Salomon
- Campagne de Nouvelle-Guinée
- Campagne des Philippines
- Campagne de Bornéo (1945)

Asie du sud-est :
- Invasion de l'Indochine (1940)
- Océan Indien (1940-45)
- Guerre franco-thaïlandaise
- Invasion de la Thaïlande
- Campagne de Malaisie
- Hong Kong
- Singapour
- Campagne de Birmanie
- Opération Kita
- Indochine (1945)
- Détroit de Malacca
- Opération Jurist
- Opération Tiderace
- Opération Zipper
- Bombardements stratégiques (1944-45)

Guerre sino-japonaise
Front d'Europe de l’Ouest
Front d'Europe de l’Est
Bataille de l'Atlantique
Campagnes d'Afrique, du Moyen-Orient et de Méditerranée
Théâtre américain
La bataille de Saipan est une attaque amphibie lancée sur Saipan dans les îles Mariannes par les États-Unis contre l'empire du Japon pendant la guerre du Pacifique lors de la Seconde Guerre mondiale entre le 15 juin et le 9 juillet 1944.
La bataille de Saipan intervient après la bataille de la mer des Philippines, qui a permis la destruction de la puissance aérienne japonaise basée sur des porte-avions. Saipan est le premier objectif de la campagne des îles Mariannes et Palaos qui débute au moment où les Alliés envahissent la France au cours de l'opération Overlord. Après deux jours de bombardement naval, les 2e et 4e divisions des Marines et la 27e division d'infanterie de l'armée américaine, commandées par le lieutenant-général Holland Smith, débarquent sur l'île et vainquent la 43e division d'infanterie de l'armée impériale japonaise, commandée par le lieutenant-général Yoshitsugu Saitō. La résistance organisée prend fin lorsqu'au moins 3 000 soldats japonais périssent dans une charge banzaï, et qu'environ 1 000 civils se suicident par la suite. La bataille fait plus de 46 000 victimes militaires et au moins 8 000 morts civiles. Le pourcentage élevé de pertes subies au cours de la bataille a influencé la planification américaine pour les assauts futurs, y compris l'invasion projetée du Japon.
La prise de l'île par les Américains leur permet de percer le périmètre de défense intérieur japonais et met les principales villes japonaises à portée des bombardiers B-29 et des  bombardements stratégiques destructeurs. Elle contraint le gouvernement japonais à informer pour la première fois la population que la guerre ne se passe pas bien. Cette bataille a également précipité la démission de Hideki Tōjō, le Premier ministre du Japon.

## Contexte

### Objectifs stratégiques américains

Carte montrant les implications stratégiques de la chute de Saipan : la zone de défense nationale absolue japonaise serait percée et les îles japonaises seraient à portée du bombardier B-29.

Jusqu'au début de 1944, les opérations alliées contre l'armée japonaise dans le Pacifique se concentrent sur la sécurisation des lignes de communication entre l'Australie et les États-Unis. Ces opérations ont permis de reprendre les îles Salomon, l'est de la Nouvelle-Guinée, l'ouest de la Nouvelle-Bretagne, les îles de l'Amirauté et les îles Gilbert et Ellice.
Pour vaincre le Japon, l'amiral Ernest J. King, commandant en chef de la flotte américaine, cherche à exécuter le Plan orange, que le Naval War College a élaboré pendant quatre décennies en cas de guerre,. Le plan prévoit une offensive dans le Pacifique central partant d'Hawaï, passant d'île en île par la Micronésie et les Philippines, de manière à contraindre la marine japonaise à une bataille décisive et à provoquer l'effondrement économique du Japon,.
Dès la conférence de Casablanca en janvier 1943, King présente au chef d'état-major combiné la possibilité d'une offensive amphibie dans le Pacifique central – y compris les îles Marshall et Truk – qui permettrait de prendre les îles Mariannes. Il déclare que l'occupation des Mariannes – en particulier Saipan, Tinian et Guam – couperait la route maritime et aérienne entre les îles japonaises et le Pacifique occidental, mais le chef d'état-major combiné ne prend alors aucun engagement. Le général Douglas MacArthur, commandant suprême des forces alliées dans la zone du Pacifique Sud-Ouest, s'oppose à l'offensive du Pacifique central proposée par King. Il affirme qu'elle serait coûteuse, prendrait du temps et qu'elle détournerait des ressources de sa progression dans le sud-ouest du Pacifique en direction des Philippines,.
Lors de la conférence de Québec en août 1943, King continue de plaider pour l'inclusion des îles Mariannes dans une offensive du Pacifique central. Il suggère que l'importance stratégique des îles Mariannes pourrait attirer la flotte japonaise principale pour une bataille navale majeure,. Le plaidoyer de King reçoit le soutien du général Henry H. Arnold, chef des forces aériennes de l'armée, qui souhaite utiliser le bombardier B-29 nouvellement développé. Les îles Mariannes pourraient fournir des aérodromes sécurisés pour mener une offensive de bombardement stratégique, car une grande partie des centres urbains et des zones industrielles du Japon se trouveraient alors dans le rayon de combat de 2 600 km du B-29.
Lors de la conférence du Caire en novembre 1943, le chef d'état-major combiné soutient à la fois l'offensive de MacArthur dans le Pacifique Sud-Ouest et celle de King dans le Pacifique central. Il ajoute les îles Mariannes comme objectif pour l'offensive du Pacifique central et fixe le 1er octobre 1944 comme date de leur invasion,.
L'amiral Chester Nimitz, commandant en chef de la zone océan Pacifique, mène l'offensive du Pacifique central. En janvier-février 1944, les îles Marshall sont rapidement capturées et une attaque aérienne massive lancée à partir d'un porte-avions américain sur les îles Truk démontre qu'elles peuvent être neutralisées et contournées. Le 12 mars 1944, le chef d'état-major combiné avance la date de l'invasion au 15 juin dans le but de créer des aérodromes pour les B-29 et de développer des bases navales secondaires,. Nimitz met à jour les plans de l'offensive sur les îles Mariannes et Palaos, dont le nom de code est Granite II, et fixe l'invasion des Mariannes, dont le nom de code particulier est Forager, comme objectif initial,. Saipan est prévue pour être l'objectif de la première attaque.

### Plan stratégique japonais
Le Conseil impérial de guerre japonais établit la « Zone de défense nationale absolue (ja)», en septembre 1943, qui est délimitée par les îles Kouriles, l'archipel Ogasawara, les Mariannes, la Nouvelle-Guinée occidentale, la Malaisie et la Birmanie. Cette zone doit être défendue à tout prix si le Japon veut gagner la guerre,. Les Mariannes sont considérées comme particulièrement importantes car leur capture mettrait le Japon à portée de bombardement et permettrait aux Américains d'interdire les voies d'approvisionnement entre les îles japonaises et le Pacifique occidental,.
La marine impériale japonaise prévoit de tenir la ligne de défense en battant la flotte américaine dans une seule bataille décisive, après quoi les Américains devaient négocier la paix. Toute tentative américaine de percer cette ligne doit servir de déclencheur pour commencer la bataille. Les forces de défense dans la zone attaquée tenteraient de tenir leurs positions pendant que la flotte combinée japonaise frapperait les Américains, coulerait leurs porte-avions avec des avions basés à terre et achèverait leur flotte avec des navires de surface,. Pour mettre ce plan à exécution, les Japonais peuvent déployer plus de 500 avions basés à terre qui constituent la 1re flotte aérienne sous le commandement du vice-amiral Kakuji Kakuta dont le quartier général est à Tinian.

## Histoire et géographie
Saipan et les autres îles Mariannes sont revendiquées comme possessions espagnoles par le conquistador Miguel López de Legazpi en 1565. Après la défaite de l'Espagne dans la guerre hispano-américaine, Saipan est vendue à l'Allemagne en 1899. L'île est occupée par les Japonais en 1914 pendant la Première Guerre mondiale. Ils en font le centre administratif des îles Mariannes — Saipan, Tinian et Rota — qui font partie du mandat des îles du Pacifique.
Saipan a un climat tropical marin avec une température annuelle moyenne de 29 °C dans les basses terres et de 26 °C dans les hautes terres. Bien que l'île ait une pluviométrie moyenne comprise entre 2100 et 2 300 mm par an, la saison des pluies ne commence pas avant juillet. Contrairement aux petits atolls coralliens plats des îles Gilbert et Ellice, Saipan est une île volcanique au terrain varié bien adapté à la défense. Elle mesure environ 122 km2, et possède un noyau volcanique entouré de calcaire. Au centre de l'île se trouve le mont Tapochau, qui culmine à 474 m. De la montagne, une haute crête s'étend vers le nord sur environ 11 km jusqu'au mont Marpi. Cette zone abonde en ravins et en grottes cachées par la végétation, et le terrain montagneux obligea les chars à rester sur les quelques pistes mal construites.
Dans la moitié sud de l'île se trouve le principal aérodrome des Mariannes, Aslito Field. Il sert de halte de réparation et de plaque tournante pour les avions japonais se dirigeant vers d'autres parties du Pacifique. Cette moitié de l'île est plus plate mais couverte de champs de canne à sucre car l'économie de l'île s'est concentrée sur la production de sucre après que le gouvernement japonais a repris Saipan à l'Allemagne en 1914. Soixante-dix pour cent de la superficie de Saipan sont alors consacrés à la canne à sucre,. Elle est si abondante qu'un chemin de fer à voie étroite fait le tour de l'île pour faciliter son transport. Ces champs de canne à sucre constituent un obstacle pour les attaquants : il y est difficile d'y manœuvrer et ils fournissent une cachette aux défenseurs.
Saipan est la première île pendant la guerre du Pacifique où les forces américaines rencontrent une importante population civile japonaise,, et la première où les Marines américains combattent autour des zones urbaines. Environ 28 000 civils vivent sur l'île, principalement au service de l'industrie sucrière,. La majorité d'entre eux sont des sujets japonais, dont la plupart sont originaires d'Okinawa et de Corée. Les Chamorros sont minoritaires. Les plus grandes villes de l'île sont le centre administratif de Garapan, qui compte une population de 10 000 habitants, Charan Kanoa et Tanapag. Elles se trouvent sur la côte ouest de l'île, là où se situent les meilleures plages de débarquement pour une invasion.

## Les forces en présence

### Dispositif japonais
Les services de renseignement américains avaient estimé qu'il y aurait entre 15 000 et 18 000 soldats japonais sur Saipan au moment de l'invasion,. En réalité, près de 32 000 militaires japonais se trouvaient sur l'île, dont 6 000 soldats de la marine. Les deux principales unités de l'armée défendant l'île sont la 43e division commandée par le lieutenant-général Yoshitsugu Saitō et la 47e brigade mixte indépendante commandée par le colonel Yoshira Oka, toutes deux affectées à la 31e armée sous le commandement général du lieutenant-général Hideyoshi Obata.
Les Japonais renforcent rapidement l'île avant l'invasion, mais de nombreux transports de troupes sont coulés par des sous-marins américains. Par exemple, cinq des sept navires transportant la 43e division sont coulés. La plupart des soldats sont sauvés, mais la majorité de leur équipement — y compris les chapeaux et les chaussures — est perdue, ce qui réduit leur efficacité. De nombreux soldats sont des survivants de navires coulés qui se dirigaient vers d'autres îles. Il y a environ 80 chars sur l'île, bien plus que ce que les Américains ont rencontré lors des batailles précédentes avec les Japonais.
Les défenses japonaises ont été mises en place pour vaincre une force d'invasion sur les plages de Saipan, là où elle serait le plus vulnérable. Ces défenses se sont concentrées sur les lieux d'invasion les plus probables, les plages occidentales au sud de Garapan. Ceci affaiblit les défenses. Si une force d'invasion franchit les défenses des plages, il n'y a pas de position de repli organisée : les troupes japonaises doivent compter sur le terrain accidenté de Saipan, en particulier ses grottes, pour se protéger. Les plans originaux prévoient une défense en profondeur qui fortifie l'ensemble de l'île si le temps le permet, mais les Japonais n'ont pas été en mesure d'achever leurs défenses au moment de l'invasion. Une grande partie des matériaux de construction envoyés à Saipan, tels que le béton et l'acier, ont été coulés pendant le transport par des sous-marins américains, et le moment choisi pour l'invasion a surpris les Japonais, qui pensaient avoir jusqu'à novembre pour achever leur défense. En juin, de nombreuses fortifications restent incomplètes, les matériaux de construction disponibles sont inutilisés et de nombreux canons d'artillerie n'ont pas été correctement déployés.
Le commandement japonais sur l'île souffre d'une mauvaise coordination. Bien que le vice-amiral Chūichi Nagumo, commandant de la flotte de la zone du Pacifique central, soit théoriquement le responsable des défenses dans le Pacifique central, Obata refuse de subordonner son commandement de l'armée à un officier de marine,. Comme Obata se trouve à Guam et loin de son quartier général de Saipan lorsque l'invasion commence, le commandement des unités de l'armée de Saipan est confié à Saitō, qui est l'officier le plus haut gradé sur l'île,. Le chef d'état-major d'Obata, le général de division Keiji Igeta, dispose d'un quartier général séparé qui est souvent hors de contact avec Saitō,.
| Force opérationnelle | Commandant      | Division                       | Commandant       |
| -------------------- | --------------- | ------------------------------ | ---------------- |
| 31e armée            | Hideyoshi Obata | 43e division                   | Yoshitsugu Saitō |
| 31e armée            | Hideyoshi Obata | 47e brigade mixte indépendante | Yoshira Oka      |
| 31e armée            | Hideyoshi Obata | Autres forces peu nombreuses   |                  |

### Forces américaines
Nimitz, commandant de la flotte du Pacifique, charge l'amiral Raymond Spruance, commandant de la cinquième flotte, de superviser l'opération. Le vice-amiral Richmond K. Turner, commandant des forces amphibies interarmées (Task Force 51), supervise l'organisation générale des débarquements amphibies dans les îles Mariannes ; il assure également le commandement tactique du débarquement sur Saipan en tant que commandant de la Northern Attack Force (TF 52). Une fois les débarquements amphibies terminés, le lieutenant-général Holland M. Smith, commandant général des troupes expéditionnaires (Task Force 56), supervise les forces terrestres pour l'ensemble de l'opération Forager ; il supervise également les combats terrestres sur Saipan en tant que commandant des troupes du Nord et de la force de débarquement,.
La force de débarquement des troupes du Nord s'articule autour du V Amphibious Corps, composé de la 2e division des Marines commandée par le major général Thomas E. Watson et de la 4e division des Marines commandée par le major général Harry Schmidt,. La 27e division d'infanterie commandée par le major général Ralph C. Smith constitue la réserve des troupes expéditionnaires et peut être utilisée n'importe où dans les Mariannes,. Entre 66 000 et 72 000 soldats sont affectés à l'assaut de Saipan,,. La force d'invasion comprend 150 chars, dont plus de 100 M4 Sherman. Le char M4 Sherman est supérieur au char moyen utilisé par les Japonais, le Type 97. Il est principalement utilisé pour soutenir l'infanterie et est considéré comme l'une des armes les plus efficaces pour détruire les positions ennemies. Les lance-flammes sont largement utilisés. Smith a constaté la nécessité de disposer de blindés lance-flammes et a demandé au Chemical Warfare Service (CWS) de l'armée à Hawaï d'équiper ainsi les chars M3 Stuart. Les Seabees du CWS ont converti 24 chars, surnommés « Satans », au lance-flammes à temps pour l'invasion. Ils s'avèrent très efficaces pour détruire les casemates, les grottes, les bâtiments, les champs de canne et les broussailles.
La flotte d'invasion destinée à la conquête de l'ensemble des îles Mariannes, composée de plus de 600 navires et de 300 000 hommes dont environ 105 000 à 127 000 soldats d'assaut amphibie,, prend le départ quelques jours avant que les forces alliées en Europe n'envahissent la France au cours de l'opération Overlord le 6 juin 1944. Elle est lancée depuis Hawaï, s'arrête brièvement à Eniwetok et à Kwajalein avant de se diriger vers Saipan. Les divisions de Marines quittent Pearl Harbor du 19 au 31 mai et se retrouvent à Eniwetok les 7 et 8 juin ; la 27e division d'infanterie quitte Pearl Harbor le 25 mai et arrive à Kwajalein le 9 juin. Les quinze porte-avions de la Fast Carrier Task Force (Task Force 58) commandée par le vice-amiral Marc A. Mitscher, qui doit soutenir l'invasion, quittent Majuro pour Saipan le 6 juin.
| Force opérationnelle | Commandant                                | Division                  | Commandant       |
| -------------------- | ----------------------------------------- | ------------------------- | ---------------- |
| Task Force 52        | Richmond K. Turner (commandement général) |                           |                  |
| Task Force 56        | Holland M. Smith (opérations à terre)     | 2e division de marines    | Thomas E. Watson |
| Task Force 56        | Holland M. Smith (opérations à terre)     | 4e division de marines    | Harry Schmidt    |
| Task Force 56        | Holland M. Smith (opérations à terre)     | 27e division d'infanterie | Ralph C. Smith   |
| Task Force 58        | Marc A. Mitscher (opérations en mer)      |                           |                  |

## La bataille

### 11-14 juin: attaques préparatoires

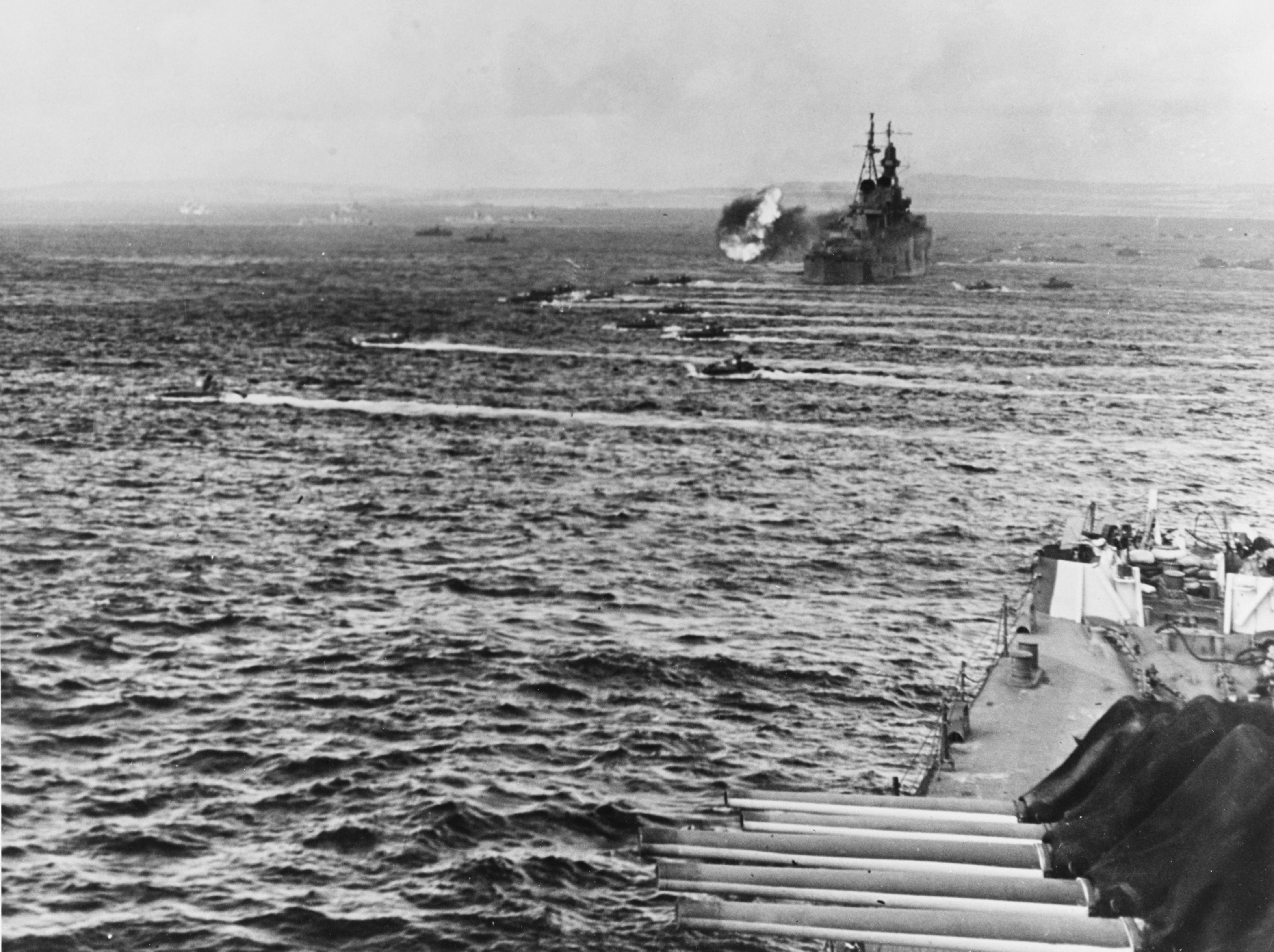
Les péniches de débarquement se dirigent vers Saipan.

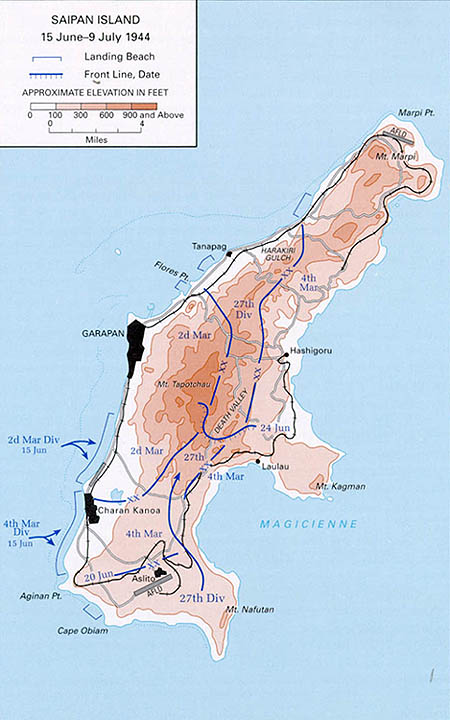
Les opérations américaines sur Saipan en 1944.

Le 11 juin, plus de 200 F6F Hellcat de la Fast Carrier Task Force attaquent par surprise les aérodromes japonais de Saipan et de Tinian,,, mettant hors service environ 130 appareils ennemis, au prix de 11 appareils américains,,. L'attaque détruit la plupart des avions terrestres de la 1re Flotte aérienne déployés pour défendre les Mariannes, et donne aux Américains la supériorité aérienne sur Saipan. Les avions de la force opérationnelle poursuivent leurs attaques jusqu'au 14 juin, bombardant des cibles militaires et brûlant des champs de canne à sucre dans la moitié sud de Saipan. À la fin de la semaine, la 1re Flotte aérienne ne compte plus qu'une centaine d'appareils.

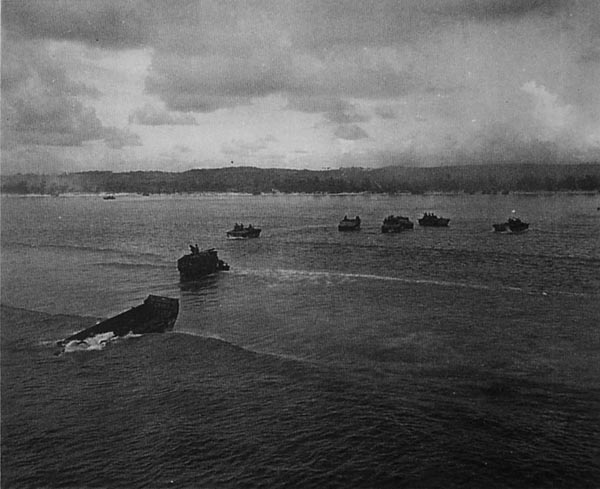
Péniches de débarquement se dirigeant vers Saipan.

Le 13 juin, sept cuirassés rapides et onze destroyers sous les ordres du vice-amiral Willis Augustus Lee commencèrent le bombardement naval de Saipan,. La plupart des équipages de ces cuirassés n'avaient pas été entraînés au bombardement côtier et les navires tirèrent à environ 9 km afin d'éviter les champs de mines potentiels. Le bombardement endommage une grande partie de Garapan et de Charan Kanoa, mais il est relativement inefficace contre les défenses de l'île. Le lendemain, sept anciens cuirassés, onze croiseurs et vingt-six destroyers commandés par le contre-amiral Jesse B. Oldendorf poursuivent le bombardement. Ces équipages avaient été entraînés au bombardement côtier et se rapprochèrent du rivage car la mer était libre de mines. Ce bombardement élimina de nombreuses positions antiaériennes, mais ne parvint pas non plus à détruire la plupart des défenses de la plage,.

### 15 juin: débarquement

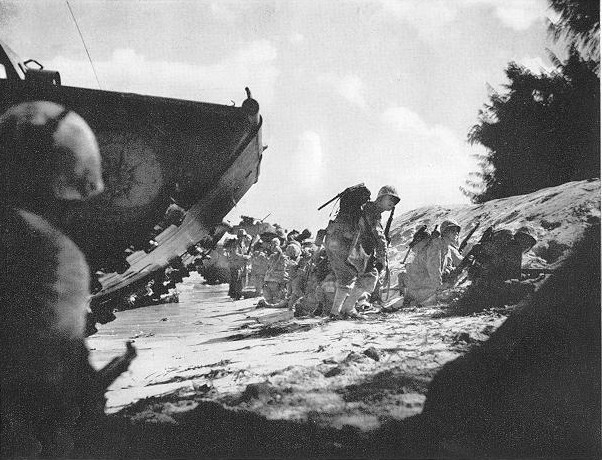
La première vague de débarquement sur Saipan.

Le débarquement amphibie commence vers 8h40 le 15 juin. Les bombardements navals et aériens préparatoires au débarquement commencent plus tôt dans la matinée, perturbant le réseau de communication japonais. Les canons des navires de guerre fournissent un feu d'appui continu tout au long de la journée.
Le V Amphibious Corps débarque sur les plages du sud-ouest de Saipan. La 2e division de Marines débarque sur deux plages, nommées Red et Green, de Charan Kanoa, et la 4e débarque sur les plages nommées Blue et Yellow au sud de la ville. Environ 700 véhicules amphibies participent à l'assaut, dont 393 tracteurs amphibies (LVT) et 140 chars amphibies. En l'espace de 20 minutes, environ 8 000 hommes se trouvent sur les plages.
Les plages sont fortifiées par des tranchées et quelques casemates, mais les Américains doivent surtout faire face aux tirs constants et intenses de l'artillerie, des mortiers et des mitrailleuses japonaises. Les Japonais ont concentré au moins 50 grosses pièces d'artillerie sur les hauteurs - dont au moins 24 obusiers de 105 mm et 30 pièces de campagne de 75 mm - autour des plages de l'invasion. Nombre d'entre elles sont déployées sur des contre-pentes, et des fanions ont été placés sur la plage pour permettre un repérage précis. Les Américains subissent plus de 2 000 pertes, la majorité étant due aux tirs d'artillerie et de mortier. En outre, 164 tracteurs et chars amphibies, soit environ 40 % de ceux engagés au cours de la journée, sont détruits ou endommagés.
À la fin de la journée, les Marines ont réussi à établir une tête de pont d'environ 9 km le long de la plage et de 1 km de profondeur à l'intérieur des terres, et ont déchargé l'artillerie et les chars. La tête de pont n'a que les deux tiers de la taille de l'objectif prévu, les deux divisions de Marines sont séparées par un large fossé juste au nord de Charan Kanoa, et l'artillerie japonaise est restée intacte sur les hauteurs qui entourent la plage.
À la tombée de la nuit, Saito lance une série d'attaques nocturnes pour repousser les Américains à la mer. Les Japonais lancent des contre-attaques répétées pendant la nuit et les premières heures du matin suivant, principalement par de petites unités mal coordonnées. Toutes ces attaques sont repoussées, en partie grâce à la puissance de feu fournie par les chars et l'artillerie qui ont été déchargés pendant la journée ainsi que par les navires de guerre américains qui illuminent les zones de combat avec des obus éclairants.

### 16–20 juin: sud de Saipan

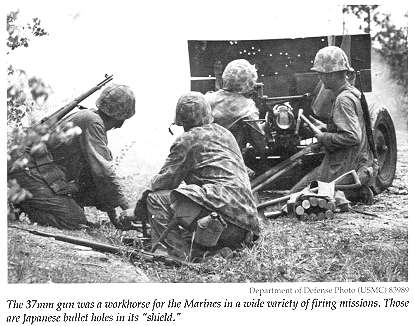
Les servants d'un canon de 37 mm pendant la bataille. Les impacts de balle sur la plaque de blindage du canon sont bien visibles.

Le 16 juin, Holland Smith engage ses réserves pour renforcer la tête de pont, ordonnant à deux des trois régiments de la 27e Division d'infanterie - le 165e et le 105e - de débarquer. Il propose de reporter indéfiniment l'invasion de Guam prévue pour le 18 juin. Les deux divisions de Marines sur Saipan passent la majeure partie de la journée à consolider la tête de pont ; la 2e division de Marines commence à combler l'écart entre les deux divisions au nord de Charan Kanoa, et la 4e division de Marines dégage la zone autour de la pointe Aginan au sud-ouest de l'île ; la 2e division de Marines se retire ensuite de l'île[pas clair]. Pendant la nuit, Saitō lance un assaut de chars sur le flanc de la tête de pont juste au nord de Charan Kanoa avec environ 35 chars moyens de type 97 et chars légers de type 95 et un millier de soldats. L'attaque est mal coordonnée. Les troupes navales de Nagumo, qui doivent participer à l'attaque, ne coopèrent pas. L'attaque est brisée par des bazookas, des canons antichars de 37 mm, des chars Sherman M4 et des obusiers automoteurs de 75 mm. Environ 31 chars japonais sont détruits.

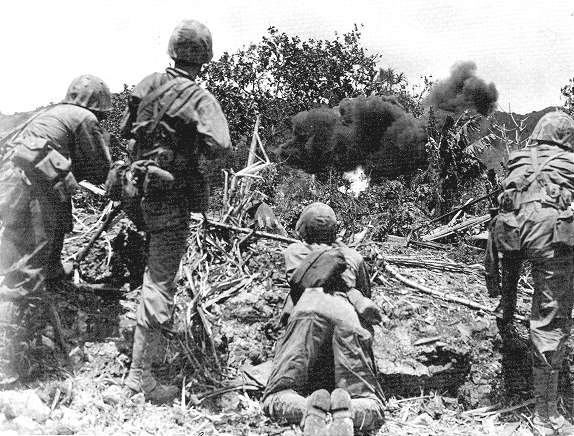
Des Marines font sauter une caverne sur Saipan.

Dans les jours qui suivent, la 2e division de Marines, dans la moitié nord de la tête de pont, nettoie la zone autour du lac Susupe et atteint les objectifs du premier jour de l'invasion, puis progresse lentement vers le nord en direction de Garapan et du mont Tapotchou. Dans la moitié sud de la tête de pont, la 4e division de Marines commence son avancée sur le champ d'Aslito. Le 18 juin, les deux régiments de la 27e division d'infanterie, qui combattent désormais en tant qu'unité, s'emparent du champ alors que les Japonais se retirent vers la pointe Nafutan au sud-est de l'île. La 4e division de Marines atteint la côte orientale de l'île, coupant les troupes japonaises de Nafutan Point par le nord. Pendant ce temps, la rumeur de la mort de Saitō circule. Igeta rapporte par erreur la mort de Saitō à Tokyo, bien qu'il corrige son rapport plus tard.
Holland Smith ordonne à la 27e division d'infanterie de s'emparer rapidement de la pointe Nafutan, mais elle n'y parvient pas. Smith estime qu'il n'y a pas plus de 300 soldats japonais dans la zone, mais ils sont en réalité plus d'un millier à défendre ce terrain accidenté. La bataille pour la pointe se poursuit pendant plus d'une semaine.
Le 19 juin, les forces japonaises sur l'île ont réduit de moitié et Saitō a commencé à retirer ses troupes vers une nouvelle ligne de défense au centre de l'île, alors que les Américains ont subi plus de 6 000 pertes. Les divisions de Marines se dirigent vers le nord en direction des nouvelles défenses japonaises et Holland Smith fait appel à la dernière réserve des forces expéditionnaires, ordonnant au dernier régiment de la 27e division d'infanterie, le 106e, de débarquer sur Saipan le 20 juin.

### 21-24 juin: centre de Saipan, attaque initiale
La nouvelle ligne de défense de Saitō s'étend de Garapan sur la côte ouest aux pentes sud du mont Tapatchou jusqu'à la baie Laolao sur la côte est. Elle occupe la plupart des hauteurs de l'île, ce qui permet aux Japonais d'observer les mouvements américains, et le terrain accidenté comporte de nombreuses grottes dissimulées par la végétation.
Les forces américaines se préparent à un assaut frontal sur la ligne de Saitō en utilisant les trois divisions, qui débute le 22 juin. La 2e division de Marines, qui se trouve sur la côte ouest, se dirige vers Garapan et le mont Tapatchou ; la 4e division de Marines avance le long de la côte est, ce qui crée des brèches dans les lignes sur le terrain vallonné entre les deux divisions. Dans la soirée, la 27e division d'infanterie, moins le régiment parti réduire la pointe de Nafutan, reçoit l'ordre de monter sur le terrain difficile entre les deux divisions de Marines.
Le lendemain, les divisions de Marines progressent sur les flancs, mais la 27e division d'infanterie, qui a commencé son attaque tardivement, piétine dans une vallée entourant une crête basse défendue par environ 4 000 soldats japonais. La bataille dans ce relief, que les soldats américains ont surnommé la « vallée de la Mort » et la « crête du Purple Heart », commence à plier la ligne de l'avancée américaine en un fer à cheval. Des brèches sd forment dans les flancs des divisions de Marines et les contraignent à s'arrêter.
Frustré par ce qu'il considère comme un manque de progrès de la 27e division, Holland Smith relève son commandant, le major général Ralph Smith, et le remplace temporairement par un autre officier de l'armée de terre, le major général Sanderford Jarman. Le débat sur l'opportunité de l'action de Holland Smith - un général des Marines renvoyant un général de l'armée de terre - crée immédiatement une controverse interarmées. Malgré le remplacement du commandant de la 27e division d'infanterie, il faut encore six jours pour que la vallée soit prise.

### 25-30 juin: centre de Saipan, percée

#### Puissance de feu américaine

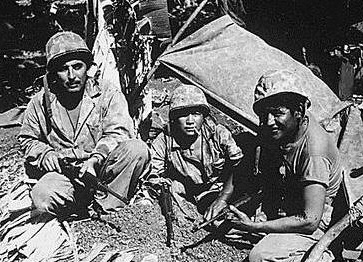
Les « code talkers » navajos.

Les forces américaines ont accumulé une puissance de feu considérable pour poursuivre leur progression vers le nord. Le 22 juin, des P-47 de la septième armée de l'air atterrissent à l'aérodrome d'Aslito et lancent immédiatement des missions d'attaque au sol. Le même jour, l'artillerie du XXIVe corps, commandée par le brigadier général Arthur M. Harper, met en place 24 canons de campagne de 155 mm et 24 obusiers de 155 mm pour tirer sur les positions japonaises. Les Américains utilisent également des roquettes lancées par des camions pour des tirs de barrage de saturation. Des avions d'observation L-4 aident à diriger l'artillerie, et des code talkers navajos transmettent des informations sur les mouvements des troupes japonaises. Dans les collines, les soldats utilisent des lance-flammes individuels, en particulier dans les endroits que les lance-flammes motorisés ne peuvent atteindre. Ils développent progressivement des tactiques pour réduire efficacement les grottes, en utilisant une combinaison de lance-flammes et de charges de démolition, parfois pour en fermer l'entrée.
Le 24 juin, les navires de guerre américains revenus de la bataille de la mer des Philippines sont à nouveau disponibles pour fournir un appui-feu. Les Japonais craignent particulièrement les tirs des navires car ils peuvent frapper de presque toutes les directions, et Saitō souligne que les tirs navals sapent la capacité des Japonais à lutter avec succès contre les Américains. Les navires sont également bien approvisionnés en obus éclairants qui illuminent le champ de bataille et perturbent les mouvements nocturnes et les contre-attaques des Japonais. Ce soutien naval est facilité par les compagnies de transmission d'assaut qui dirigent la puissance de feu navale et aérienne là où les forces terrestres en ont besoin.

#### Avancée américaine et percée japonaise à Nafutan Point
Le 25 juin, la 27e division d'infanterie ne peut faire beaucoup de progrès dans sa lutte pour la vallée de la Mort, mais la 2e division de Marines à l'ouest prend le contrôle du mont Tapotchau, les principaux postes japonais d'observation d'artillerie dans le centre de Saipan. Sur la côte est, la 4e division de Marines occupe rapidement la majeure partie de la péninsule de Kagman en rencontrant peu de résistance organisée car les Japonais ont évacué la péninsule. Entre le 26 juin et le 30 juin, la 2e division de Marines et la 27e division d'infanterie n'ont fait que peu de progrès. Les Marines restent au sud de Garapan et se frayent lentement un chemin au nord du mont Tapotchau. La 4e division de Marines parvient à remonter la côte orientale jusqu'à une ligne située juste au nord du village de Hashigoru.
Environ 500 soldats japonais s'échappent de la pointe de Nafutan dans la nuit du 26 juin. Ils se dirigent vers l'aérodrome Aslito où ils détruisent un P-47 et en endommagent deux autres, puis se heurtent à une unité de Marines en réserve et à une unité d'artillerie des Marines. Presque tous les soldats japonais sont tués dans la fusillade qui s'ensuit. Le lendemain, les éléments de la 27e division d'infanterie qui se sont battus à la pointe[Où ?] se déplacent pour occuper la zone du combat et n'y trouvent aucun Japonais en vie.
Le quartier général de la 31e armée d'Igeta envoie un télégramme le 27 juin, pour informer l'état-major de sa situation désespérée : face à la puissance américaine en matière tant d'artillerie que de moyens maritimes et aériens, les forces japonaises connaissent une grave pénurie de matériel, de nourriture et d'eau. Le manque d'eau est particulièrement aigu dans les grottes calcaires que les soldats japonais utilisent pour se défendre. Igeta rapporte que certains soldats n'ont pas eu d'eau depuis trois jours et se nourrissent d'escargots et de feuilles d'arbres. Les communications japonaises sont tellement perturbées qu'à un moment de la semaine, Igeta ne peut comptabiliser que 950 soldats japonais.
Le 28 juin, le major général George Griner, envoyé d'Hawaï, prend le commandement de la 27e division d'infanterie. Le 30 juin, celle-ci s'empare de la vallée de la Mort et de la crête de Purple Heart, et avance suffisamment pour rétablir le contact avec les deux divisions de Marines sur leurs flancs. La principale ligne de défense de Saitō dans le centre de Saipan a été percée et les Japonais commencent leur retraite vers le nord jusqu'à leur dernière ligne de défense. À ce jour, les pertes américaines s'élèvent à environ 11 000.

### 1erau 6 juillet: poursuite dans le nord de Saipan
Saitō a l'intention de former une nouvelle ligne dans le nord de Saipan qui serait ancrée sur Tanapag à l'ouest, s'étendrait au sud-est jusqu'à un village appelé Tarahoho, et traverserait la côte est. Il n'y parvint pas. Son armée se désagrège : certaines des forces restantes se replient vers le nord, d'autres se terrent dans les grottes qu'elles peuvent trouver, d'autres encore opposent une résistance désorganisée là où elles se trouvent. Du 2 au 4 juillet, la 2e division de Marines prend les ruines de Garapan et son port. La 4e division de Marines se déplace rapidement vers le nord sur la côte ouest face à une faible résistance. Alors que la tentative de Saitō de former une ligne de défense s'effondre, il finit par déplacer son dernier quartier général près du village de Makunsha sur la côte ouest au nord de Tanapag.
Le 4 juillet, la 27e division d'infanterie et la 4e division de Marines se dirigent vers le nord-ouest. La 27e division atteint la côte ouest à Flores Point, au sud de Tanapag, coupant la route à toute possibilité de retraite japonaise depuis Garapan. La 2e division de Marines ne rencontre plus de résistance organisée et se met en réserve. La 27e division d'infanterie remonte la côte est vers Tanapag, et la 4e division de Marines avance vers le nord-ouest. Le 5 juillet, la 27e division d'infanterie rencontre une forte résistance dans un étroit canyon de la côte est au nord de Tanapag qu'elle surnomme « Harikari Gulch », qui donne lieu à deux jours de combat.
La 4e division de Marines continue de progresser rapidement vers le nord les 4 et 5 juillet, et le 6 juillet, Holland Smith lui ordonne de se diriger vers la côte est près de Makunsha pour couper les forces japonaises qui combattent la 27e division d'infanterie. Les Marines achèvent ensuite l'occupation du reste du nord de Saipan par leurs propres moyens. Dans la soirée, ils s'emparent du mont Petosukara, l'une des dernières montagnes à la pointe nord de l'île, mais les unités qui se tournent vers Makunsha rencontrent trop de résistance pour atteindre la côte est.
Saitō se rend compte qu'il ne peut pas créer une ligne défensive définitive. Son quartier général, qui a subi des attaques d'artillerie constantes pendant des jours, se trouve maintenant dans le champ de tir des mitrailleuses américaines. Ce qui reste de son commandement est piégé dans un coin nord de l'île, presque à court de nourriture et d'eau, et est lentement détruit par l'écrasante puissance de feu américaine. Le 6 juillet, Saitō décide que la situation est désespérée et donne l'ordre au reste de ses forces d'effectuer un gyokusai, une dernière attaque suicide visant à détruire le plus grand nombre possible d'ennemis. Il fixe l'attaque au lendemain pour donner aux troupes une chance de concentrer ce qui reste de leurs forces et en confie la responsabilité à son chef d'état-major de division, le colonel Takuji Suzuki. Cette nuit-là, Saitō mange un dernier repas et se fait seppuku. Nagumo se suicide à peu près au même moment, et Takagi déclare ensuite qu'il est mort en combattant.

### 7-9 juillet: attaque Gyokusai et fin de la bataille
Au moins 3 000 combattants japonais participent à l'attaque gyokusai et se rassemblent près de Makunsha. Cette force hétéroclite comprend du personnel naval, des troupes de soutien, des civils et des blessés capables de marcher. Elle n'est appuyée que par trois chars, des mortiers et des mitrailleuses, mais certains hommes ne sont armés que de bâtons munis de baïonnettes, de couteaux ou de grenades attachées à des perches. Ce sera la plus grande attaque gyokusai de la guerre du Pacifique.
Vers 4h00, la force de Suzuki avance vers le sud le long de la zone côtière occidentale, appelée plaine de Tanapag, vers l'endroit où ses patrouilles de reconnaissance ont trouvé un point faible dans la ligne américaine près du village de Tanapag : deux bataillons du 105e régiment d'infanterie de la 27e division d'infanterie sont isolés des autres forces américaines. Les Japonais se lancent à l'assaut des deux bataillons vers 4h45 et les débordent tous les deux. Les Américains subissent de lourdes pertes, environ 80 % de leur effectif. La charge se poursuit vers le village de Tanapag où elle déborde deux batteries d'artillerie des Marines, mais est stoppée en fin de matinée par une ligne américaine formée à la hâte autour du village. Les combats se poursuivent toute la journée. Les soldats américains combattent les éléments épars ayant survécu jusque là et regagnant le terrain perdu.
Le 8 juillet, la majeure partie de la 27e division d'infanterie, qui a subi de lourdes pertes lors de l'attaque gyokusai, est placée en réserve. La 2e division de Marines se déploie dans la plaine de Tanapag, à la recherche de Japonais survivants. La 4e division de Marines atteint la côte occidentale au nord de Makunsha et se dirige vers la pointe Marpi, près de l'extrémité nord de l'île. En avançant, les Américains constatent que des centaines de civils japonais sont en train de se suicider en se jetant des falaises de l'intérieur et de la côte. Dans la soirée du 9 juillet, la 4e division de Marines atteint l'extrémité nord de l'île et Turner déclare que Saipan est entièrement conquise. 
Au deuxième jour de la bataille, Turner avait estimé que Saipan serait capturée en une semaine ; il aura fallu 24 jours. Le 11 juillet, les Américains trouvent le corps du général Saitō. Il est inhumé le 13 juillet avec tous les honneurs militaires dans un cercueil drapé du drapeau japonais.
Bien que l'île soit déclarée sécurisée, les combats et les suicides se poursuivent. L'Army Garrison Force est chargée de procéder à l'élimination des centaines de soldats japonais dispersés et cachés dans des grottes, ce qui prend encore de nombreux mois. Un groupe d'environ cinquante Japonais - soldats et civils - est commandé par le capitaine Sakae Ōba, qui a survécu à la charge gyokusai. Son groupe échappe à la capture et mène des opérations de guérilla, attaquant les camps américains pour s'approvisionner. La résistance d'Oba lui vaut le surnom de « Renard ». Ses hommes résistent pendant environ seize mois avant de se rendre le 1er décembre 1945, trois mois après la capitulation officielle du Japon.

## Pertes

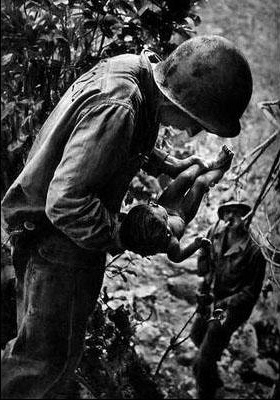
Un Marine sort un bébé vivant d'une caverne remplie de cadavres.

La quasi-totalité de la garnison japonaise, soit environ 30 000 militaires, est tuée au cours de la bataille. Finalement, 1 700 d'entre eux, dont la moitié sont des travailleurs coréens, sont faits prisonniers. Les forces américaines subissent environ 16 500 pertes — 3 100 tués et 13 000 blessés — sur les 71 000 qui font partie de la force d'assaut. Le taux de pertes dépasse 20 %,,, ce qui est comparable à la bataille de Tarawa. La conquête de Saipan est alors la bataille la plus meurtrière livrée par les Américains dans le Pacifique. 

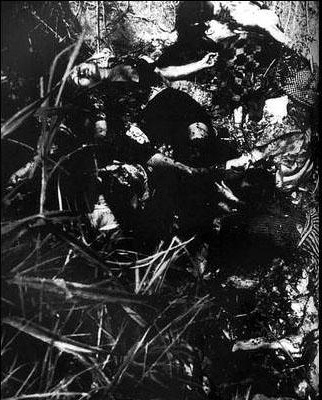
Des civils de Saipan qui se sont suicidés en sautant des falaises.

Environ 40 % des civils de Saipan sont morts. Environ 14 000 survivent et sont internés, mais il est estimé que 8 000 à 10 000 meurent pendant les combats ou peu après. De nombreux civils sont tués par les bombardements, les tirs d'artillerie et les tirs croisés. D'autres sont morts parce qu'ils se sont cachés dans des grottes et des abris impossibles à distinguer des positions de combat japonaises, et que les Marines détruisent généralement avec des explosifs, des grenades et des lance-flammes,. Bien que de nombreux civils se soient rendus au début de la bataille, la reddition devient plus difficile à mesure que les combats se déplacent vers les montagnes du nord. Le terrain de plus en plus incertain rend difficile la distinction entre les combattants et les civils qui se rendent, qui risquent d'être tués par les deux camps. Beaucoup refusent de se rendre parce qu'ils croient aux rumeurs selon lesquelles la flotte japonaise va venir les secourir,. D'autres refusent en raison de la peur répandue par la propagande japonaise selon laquelle les Américains les violeraient, les tortureraient et les tueraient ; d'autres ont été contraints de ne pas se rendre. Environ 1 000 civils se suicident au cours des derniers jours de la bataille, certains après le 9 juillet, lorsque l'île a été déclarée sûre. Beaucoup sont morts en se jetant du haut de falaises à des endroits qui deviendront connus sous le nom de « Falaise des Suicides » ou « Falaise Banzaï ».

## Les suites de la bataille

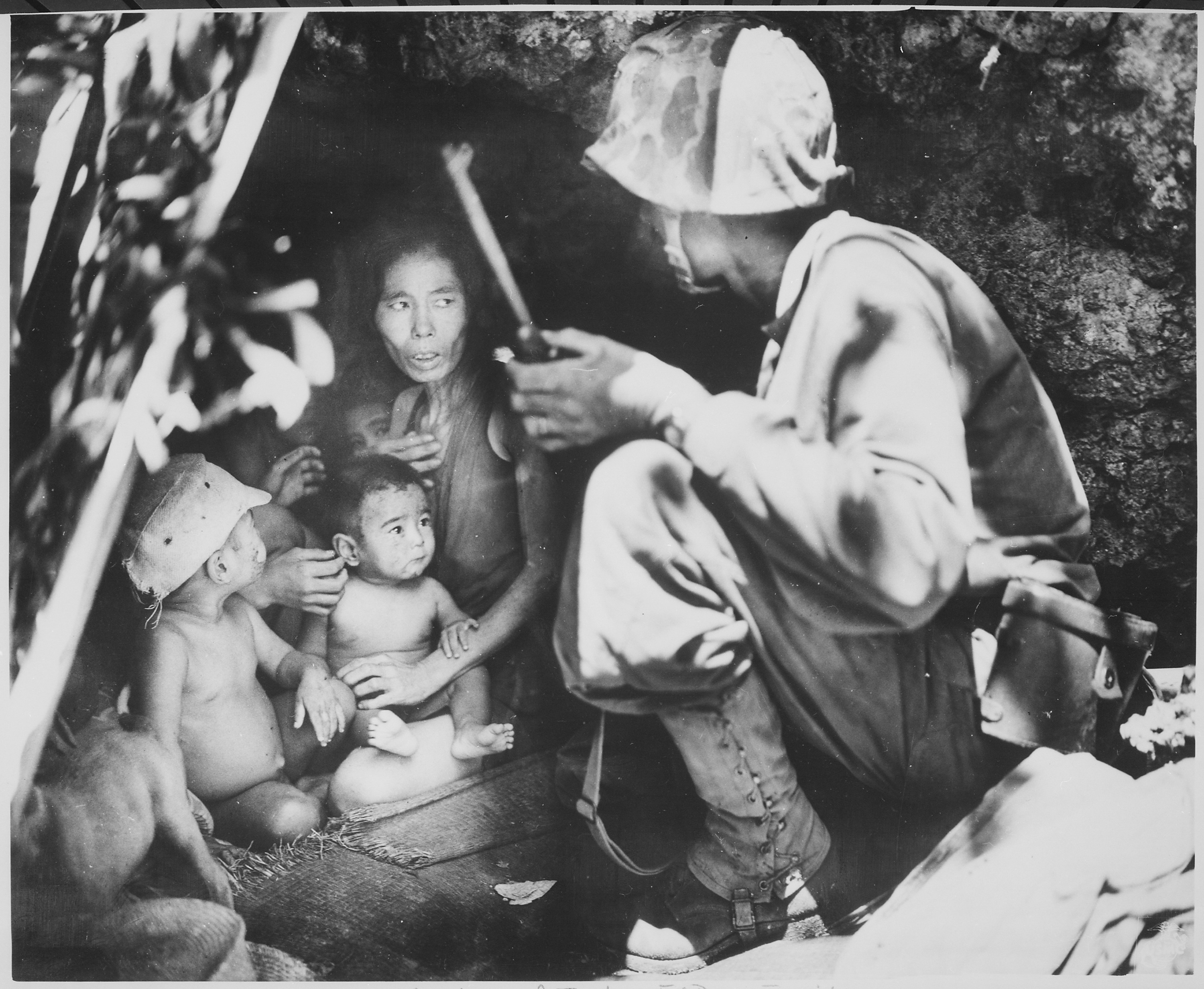
Un soldat persuade une femme avec des enfants et un chien de quitter une grotte à flanc de colline le 21 juin.

Le 20 juillet, après des travaux intensifs, l'aérodrome de Aslito devenait Isley Field et recevait son premier avion américain. À partir de septembre 1944, des B-24 commençaient à mener des missions sur les îles Bonin. Un second aérodrome fut construit pour les B-29 et le premier raid de B-29 sur Truk eut lieu en octobre 1944. Saipan ne servit pas seulement de base aérienne (ce rôle était en fait celui de Tinian), mais devint une importante base navale, particulièrement pour les sous-marins qui allaient opérer dans les eaux japonaises.
Destinée à être une base importante pour les opérations futures dans les Mariannes, pour la bataille du golfe de Leyte et l'invasion des Philippines qui auraient lieu en octobre 1944, l'invasion de Saipan était une étape nécessaire vers la défaite du Japon.
Après la chute de Saipan, le Premier ministre japonais Hideki Tojo déclara que le pays faisait face à une crise importante. Tojo et son cabinet de guerre démissionnèrent dans les semaines qui suivirent. Cette démission fut une étape importante puisque, jusque-là, les militaires tenaient totalement le gouvernement. À partir de ce moment, le parti de l'opposition qui voulait la fin de la guerre augmenta peu à peu sa présence dans le gouvernement et parvint progressivement à convaincre l'empereur que la reddition était la seule voie possible.

## Mémoriaux
La « falaise des suicides » et la « Falaise Banzaï », ainsi que les fortifications japonaises isolées qui subsistent, sont reconnues comme des sites historiques sur le Registre national des lieux historiques des États-Unis. Les falaises font partie de l'arrondissement historique national « Plages de débarquement, Aslito/Isely Field et Marpi Point, île de Saipan », qui comprend les plages du débarquement américain, les pistes pour les B-29 d'Isley Field et les infrastructures japonaises subsistantes des aérodromes d'Aslito et de Marpi Point. Le « circuit du patrimoine maritime - Bataille de Saipan » comprend une série de sites de plongée avec des navires, des avions et des chars submergés lors de la bataille. Le « parc commémoratif américain » commémore les Américains et les habitants des îles Mariannes qui sont morts pendant la campagne des Mariannes, et le monument commémoratif de la guerre du Pacifique central est dédié à la mémoire des soldats et des civils japonais qui sont morts.

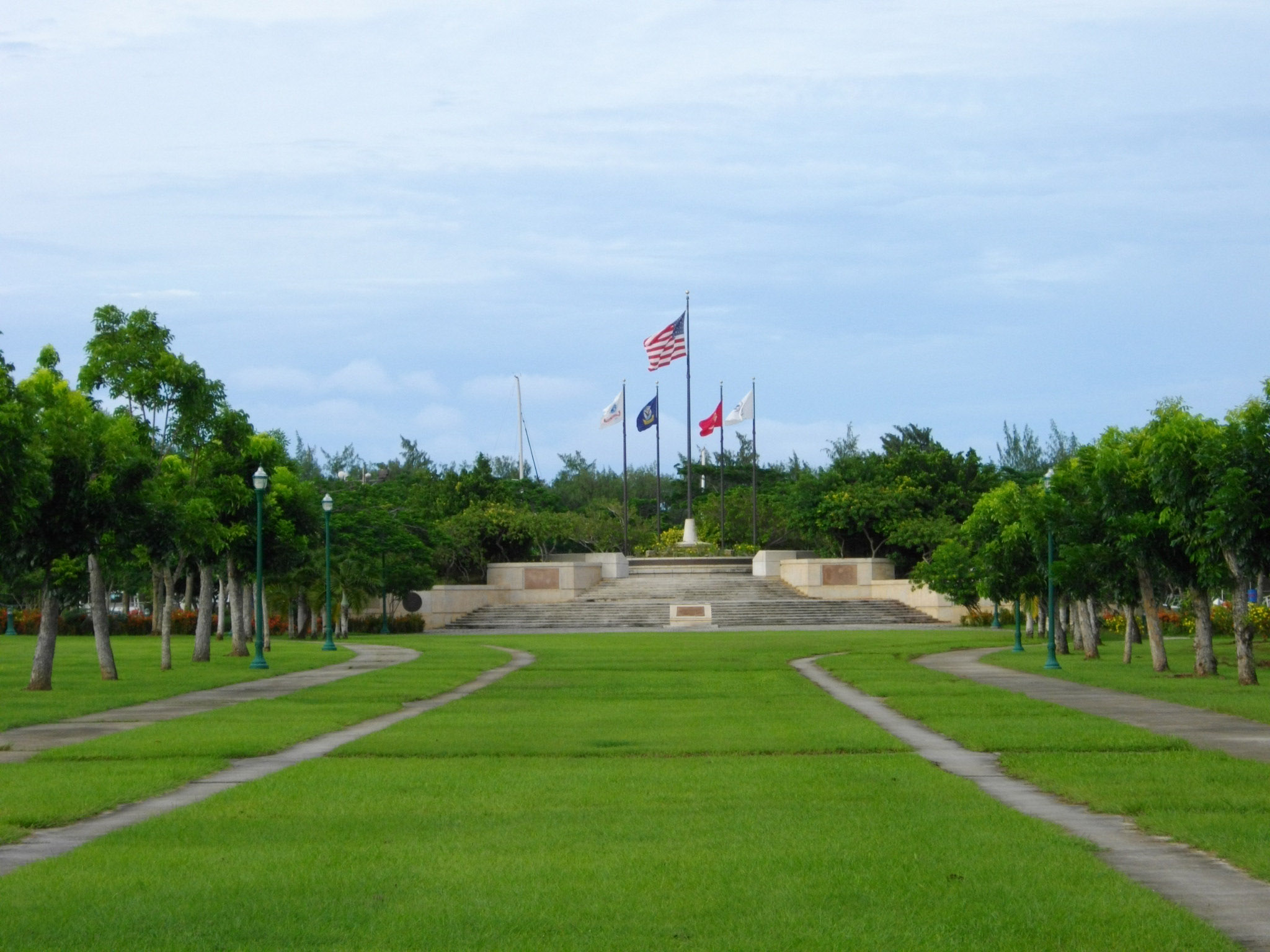
Le parc commémoratif américain sur l'île de Saipan.
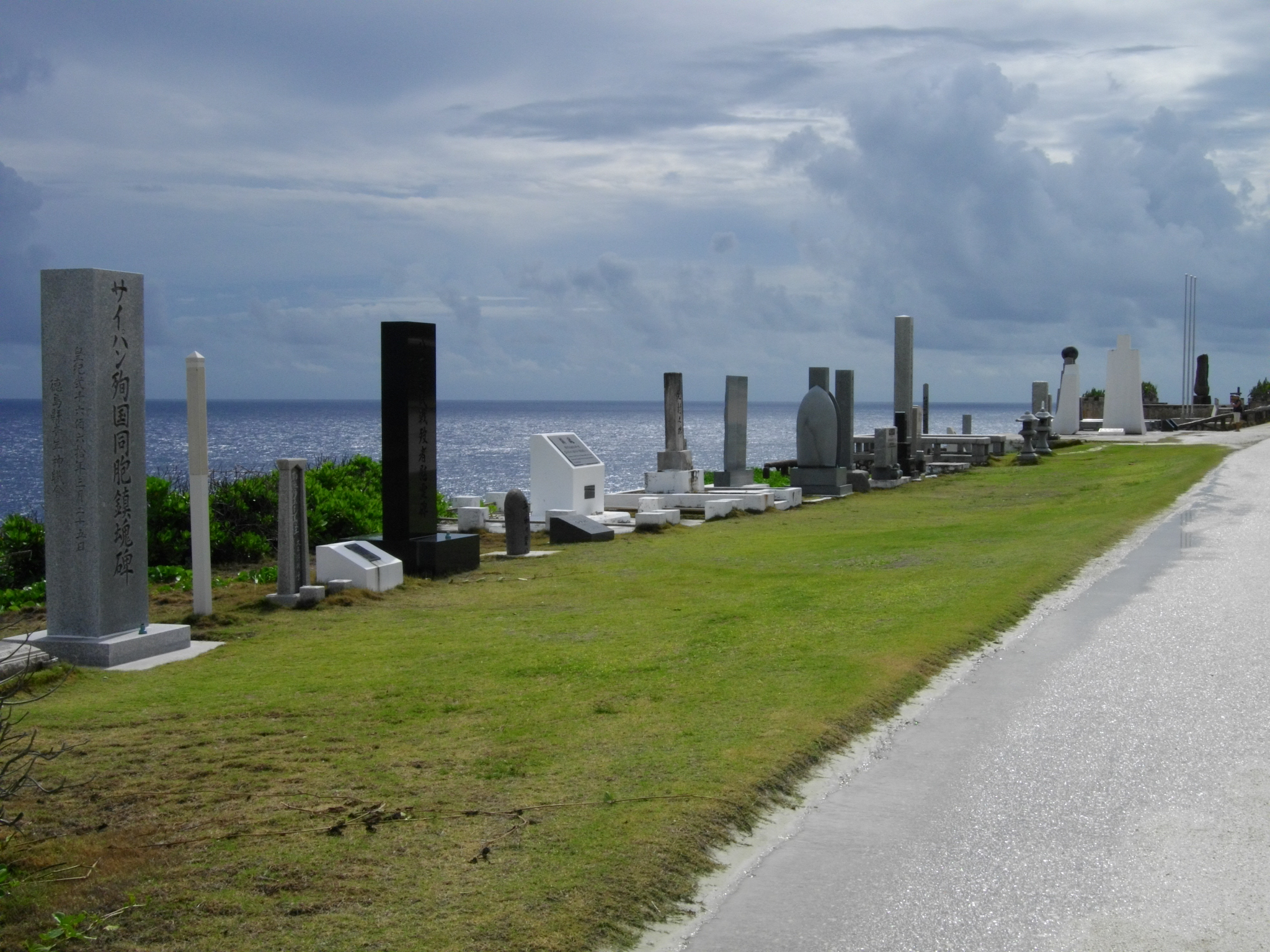
Cénotaphes près de la falaise Banzai.
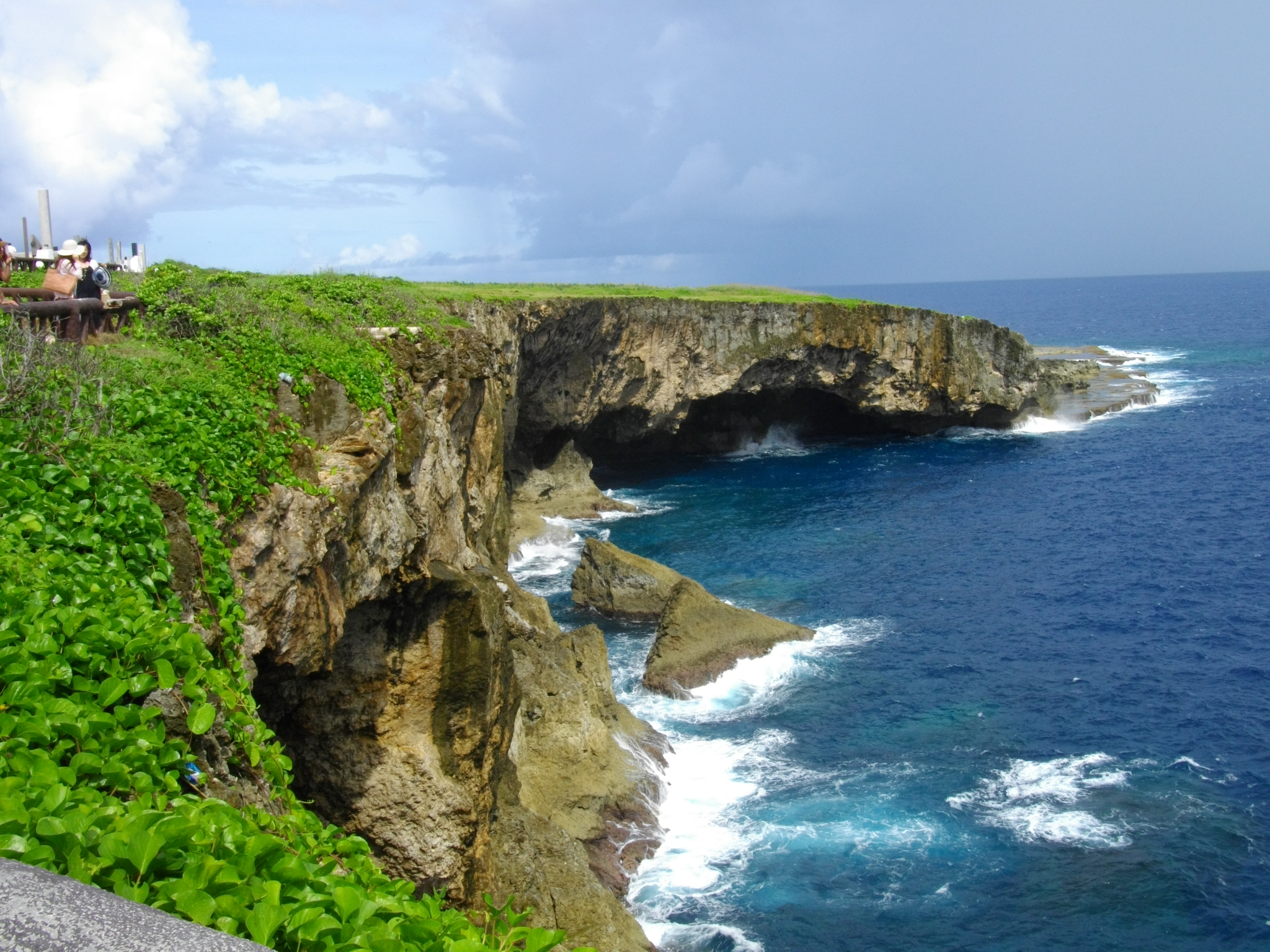
Falaise Banzai avec des cénotaphes visibles dans le coin supérieur gauche.

### Livres
- (en) Nathan Aaseng, Navajo Code Talkers, Walker, 1992 (ISBN 0802776272, OCLC 49275457).

- (en) Alexander Astroth, Mass Suicides on Saipan and Tinian, 1944: An Examination of the Civilian Deaths in Historical Context, McFarland, 2019 (ISBN 9781476674568, OCLC 1049791315).

1. ↑  Astroth 2019, p. 38.
2. 1 2  Astroth 2019, p. 166.
3. 1 2  Astroth 2019, p. 165.
4. ↑  Astroth 2019, p. 144-145.
5. ↑  Astroth 2019, p. 105.
6. ↑  Astroth 2019, p. 96.
7. ↑  Astroth 2019, p. 25.

- (en) The Illustrated Encyclopedia of Weapons of World War II:A Comprehensives Guide to the Weapons Systems. Including Tanks, Small Arms, Warplanes, Artillery, Ships, and Submarines, Metro Books, 2014 (ISBN 9781782743880, OCLC 1310751361).

- (en) Herbert P. Bix, Hirohito and the Making of Modern Japan, Harper Collins, 2000 (ISBN 9780060193140, OCLC 43031388).

- (en) Carl Boyd et Akihiko Yoshida Yoshida, Japanese Submarine Force and World War II, Naval Institute Press, 2013 (ISBN 9781612512068, OCLC 1301788691).

- (en) John C. Chapin, The Battle for Saipan, United States Marine Corps Historical Division, 1994 (lire en ligne).

- (en) Robert W. Coakley et Robert M Leighton, Global Logistics and Strategy, Center of Military History, 1987 (1re éd. 1968) (OCLC 1048609737, lire en ligne).

1. ↑  Coakley et Leighton 1987, p. 4-6.

- (en) The Pacific: Matterhorn to Nagasaki, June 1944 to August 1945, vol. 5, Office of Air Force History, 1983 (1re éd. 1953) (ISBN 9780912799032, OCLC 9828710, lire en ligne).

- (en) Robert J. Cressman, The Official Chronology Of The U.S. Navy In World War II, Naval Historical Center, 2000 (ISBN 9781682471548, OCLC 607386638, lire en ligne).

- (en) Philip A. Crowl, Campaign in the Marianas, Center of Military History, United States Army, 1993 (1re éd. 1960) (OCLC 1049152860, lire en ligne).

1. 1 2  Crowl 1993, p. 29, 62.
2. ↑  Crowl 1993, p. 62-63.
3. ↑  Crowl 1993, p. 62.
4. ↑  Crowl 1993, p. 57-58.
5. ↑  Crowl 1993, p. 39.
6. ↑  Crowl 1993, p. 40.
7. ↑  Crowl 1993, p. 36-37.
8. 1 2  Crowl 1993, p. 36.
9. 1 2 3  Crowl 1993, p. 73.
10. 1 2  Crowl 1993, p. 74.
11. 1 2  Crowl 1993, p. 76.

- (en) Karl C. Dod, The Corps of Engineers: The War Against Japan, Center of Military History, United States Army, 1987 (1re éd. 1966) (OCLC 17765223).

- (en) John W. Dower, Cultures of War: Pearl Harbor, Hiroshima, 9–11, Iraq, New York, Norton New Press, 2010 (ISBN 978-0-393-06150-5, OCLC 601094136).

- (en) Emmet P. Forrestel, Admiral Raymond A. Spruance, USN: A Study in Command, U. S. Government Printing Office, 1966 (OCLC 396044, lire en ligne).

- (en) Richard B. Frank, Downfall: The End of the Imperial Japanese Empire, Random House, 1999 (ISBN 9780679414247, OCLC 40783799).

- (en) Harry A. Gailey, Howlin' Mad vs. the Army: Conflict in Command, Saipan 1944, Presidio Press, 1986 (ISBN 0-89141-242-5, OCLC 13124368).

- (en) George W. Garand et Truman R. Strobridge, Western Pacific Operations, vol. 4, Historical Branch, G–3 Division, Headquarters, U. S. Marine Corps, 1989 (1re éd. 1971), 422–442 p. (OCLC 1046596050, lire en ligne), « Part V. Marine Aviation in the Western Pacific: 2. Marine Aviation in the Marianas, Carolines, and at Iwo Jima ».

- (en) Harold J. Goldberg, D-Day in the Pacific: The Battle of Saipan, Indiana University Press, 2007, 2007 (ISBN 978-0-253-34869-2, OCLC 73742593).

1. ↑  Goldberg 2007, p. 23-24.
2. ↑  Goldberg 2007, p. 30.
3. ↑  Goldberg 2007, p. 31-32.
4. ↑  Goldberg 2007, p. 35.
5. ↑  Goldberg 2007, p. 39-40.
6. ↑  Goldberg 2007, p. 54.

- (en) James H. Hallas, Saipan: The Battle That Doomed Japan in World War II, Stackpole, 2019 (ISBN 9780811768436, OCLC 1052877312).

1. 1 2 3  Hallas 2019, p. 2.
2. 1 2 3 4  Hallas 2019, p. 7
3. ↑  Hallas 2019, p. 4.
4. 1 2  Hallas 2019, p. 8-9.
5. 1 2  Hallas 2019, p. 55.
6. ↑  Hallas 2019, p. 20.
7. ↑  Hallas 2019, p. 31.
8. ↑  Hallas 2019, p. 29.
9. ↑  Hallas 2019, p. 56.
10. ↑  Hallas 2019, p. 57.
11. ↑  Hallas 2019, p. 139, 197.
12. ↑  Hallas 2019, p. 18-19.
13. ↑  Hallas 2019, p. 17.
14. ↑  Hallas 2019, p. 34.
15. ↑  Hallas 2019, p. 68.
16. 1 2 3  Hallas 2019, p. 444.

- (en) Peter Harmsen, War in the Far East: Asian Armageddon 1944–1945, vol. 3, Casemate, 2021 (ISBN 9781612006277, OCLC 1202754434).

- (en) Thomas R. Havens, Valley of Darkness: The Japanese People and World War Two, Norton, 1978 (ISBN 9780393056563, OCLC 1035086075).

- (en) Waldo H. Heinrichs et Marc Gallicchio, Implacable Foes: War in the Pacific, 1944–1945, Oxford University Press, 2017 (ISBN 9780190616755, OCLC 962442415), « The Marianas Campaign, June–August 1944 ».

1. 1 2 3 4  Heinrichs et Gallicchio 2017, p. 92.
2. ↑  Heinrichs et Gallicchio 2017, p. 93-94.
3. ↑  Heinrichs et Gallicchio 2017, p. 124.

- (en) Shindo Hiroyuki (dir.), NIDS-ZMSBw Joint Research Project 2019–2021: Sharing Experiences in the 20th Century–Joint Research on Military History, National Institute for Defense Studies, Japan, 2022 (ISBN 9784864821049, OCLC 1407570510, lire en ligne [archive du 15 juin 2022]), « From the Offensive to the Defensive: Japanese strategy During the Pacific War, 1942–1944 ».

- (en) Carl W. Hoffman, Saipan: The Beginning of the End, Historical Branch, United States Marine Corps, 1950 (OCLC 564000243, lire en ligne).

1. ↑  Hoffman 1950, p. 19.
2. ↑  Hoffman 1950, p. 7.
3. ↑  Hoffman 1950, p. 26.

- (en) William B. Hopkins, The Pacific War: The Strategy, Politics, and Players That Won the War, Zenith, 2008 (ISBN 9780760334355, OCLC 1311044045).

1. ↑  Hopkins 2008, p. 5, 146.

- (en) James D. Hornfischer, The Fleet at Flood Tide: The U.S. at Total War in the Pacific, 1944–1945, Random House Publishing Group, 2016 (ISBN 978-0345548726, OCLC 1016508640).

- (en) Edwin P. Hoyt, Japan's War: The Great Pacific Conflict, 2001 (1re éd. 1986) (ISBN 9780815411185, OCLC 45835486).

- (en) Daikichi Irokawa, The Age of Hirohito: In Search of Modern Japan, Free Press, 1995 (ISBN 9780029156650, OCLC 1024165290).

- (en) Noriko Kawamura, Emperor Hirohito and the Pacific War, University of Washington Press, 2015 (ISBN 9780295806310, OCLC 922925863).

- (en) Brooks E. Kleber et Dale Birdsell, The Chemical Warfare Service: Chemicals in Combat, Center of Military History, United States Army, 1990 (1re éd. 1966) (OCLC 35176837, lire en ligne).

1. ↑  Kleber et Birdsell 1990, p. 560-561.

- (en) Michael Kort, Columbia Guide to Hiroshima and the Bomb, Columbia University, 2007, 58–66 p. (ISBN 9780231130165, OCLC 71286652, DOI 10.7312/kort13016, JSTOR 10.7312/kort13016.9), « The Japanese Government, Ketsu-Go, and Potsdam ».

- (en) Sharon T. Lacey, Pacific Blitzkrieg: World War II in the Central Pacific, University of North Texas Press, 2013 (ISBN 9781574415254, OCLC 861200312).

1. ↑  Lacey 2013, p. 138.
2. 1 2  Lacey 2013, p. 129.
3. 1 2 3  Lacey 2013, p. 139.

- (en) Maurice Matloff, Strategic Planning for Coalition Warfare 1943–1944, Center of Military History, United States Army, 1994 (1re éd. 1959) (OCLC 1048613899, lire en ligne).

1. ↑  Matloff 1994, p. 376-377.

- (en) John C. McManus, Island Infernos, Penguin, 2021 (ISBN 9780451475060, OCLC 1260166257).

1. ↑  McManus 2021, p. 339-340.
2. 1 2  McManus 2021, p. 338.
3. ↑  McManus 2021, p. 339.
4. 1 2  McManus 2021, p. 388.

- (en) Gerald A. Meehl, One Marine's War: A Combat Interpreter's Quest for Humanity in the Pacific, Naval Institute Press, 2012 (ISBN 9781612510927, OCLC 811408315).

- (en) Edward S. Miller, War Plan Orange: The U. S. Strategy to Defeat Japan, 1897–1945, Naval Institute Press, 1991 (ISBN 9780870217593, OCLC 23463775).

1. ↑  Miller 1991, p. 4-5.

- (en) Allan R. Millett, Semper Fidelis: The History of the United States Marine Corps, Macmillan, 1980 (ISBN 9780029215906, OCLC 1280706539).

- (en) Samuel Eliot Morison, New Guinea and the Marianas, March 1944–August 1944, vol. 8, Little Brown, 1981 (1re éd. 1953) (ISBN 9780316583084, OCLC 10926173).

1. ↑  Morison 1981, p. 234.
2. ↑  Morison 1981, p. 148.
3. ↑  Morison 1981, p. 151.
4. ↑  Morison 1981, p. 167.
5. ↑  Morison 1981, p. 170-172.
6. ↑  Morison 1981, p. 172, 174.
7. ↑  Morison 1981, p. 180.
8. ↑  Morison 1981, p. 182-183.

- (en) Malcolm H. Murfett, Naval Warfare 1919–45: An Operational History of the Volatile War at Sea, Francis & Taylor, 2008 (ISBN 9781134048137, OCLC 900424339, DOI 10.4324/9780203889985).

- (en) James C. Olson et Bernhardt L. Mortensen, The Pacific: Guadalcanal to Saipan, August 1942 to July 1944, vol. 4, 1983 (1re éd. 1950), 671–696 p. (ISBN 9780912799032, OCLC 9828710, lire en ligne), « The Marianas ».

- (en) Edgar F. Jr. Raines, Eyes of Artillery: The Origins of Modern U.S. Army Aviation In World War II, Center of Military History, United States Army, 2000 (OCLC 606557132, lire en ligne [archive du 20 septembre 2015]).

- (en) Henry I. Jr. Shaw, Bernard C. Nalty et Edwin T. Turnbladh, Central Pacific Drive, vol. 3, Historical Branch, G–3 Division, Headquarters, U. S. Marine Corps, 1989 (1re éd. 1966) (ISBN 9780898391947, OCLC 927428034, lire en ligne).

1. 1 2  Shaw, Nalty et Turnbladh 1989, p. 236.
2. ↑  Shaw, Nalty et Turnbladh 1989, p. 220-221.
3. ↑  Shaw, Nalty et Turnbladh 1989, p. 238.
4. ↑  Shaw, Nalty et Turnbladh 1989, p. 256.
5. ↑  Shaw, Nalty et Turnbladh 1989, p. 239.
6. ↑  Shaw, Nalty et Turnbladh 1989, p. 240.
7. ↑  Shaw, Nalty et Turnbladh 1989, p. 253.
8. ↑  Shaw, Nalty et Turnbladh 1989, p. 575.
9. 1 2 3 4 5  Shaw, Nalty et Turnbladh 1989, p. 253-254.
10. ↑  Shaw, Nalty et Turnbladh 1989, p. 345.

- (en) Douglas V. Smith, Carrier Battles: Command Decision in Harm's Way, Naval Institute Press, 2006 (ISBN 1591147948, OCLC 1301788691).

- (en) Robert R. Smith, The Approach to the Philippines, Center of Military History, United States Army, 1996 (1re éd. 1953) (OCLC 35911873, lire en ligne).

1. ↑  Smith 1996, p. 1.
2. ↑  Smith 1996, p. 3-4.
3. ↑  Smith 1996, p. 4-6.

- (en) Dirk H. R. Spennemann, Edge of Empire. The German Colonial Period in the Mariana Islands 1899–

1914, Albury, Retrospect, 2007 (1re éd. 1999), 394 p. (ISBN 978 1 921220 04 3, lire en ligne)
1. ↑  Spennemann 2017, p. 4-19.

- (en) Craig L. Symonds, Nimitz at War: Command Leadership from Pearl Harbor to Tokyo Bay, Oxford University Press, 2022 (ISBN 9780190062361, OCLC 1268206579).

- (en) Yuki Tanaka (dir.), The Modern Japanese Nation and Empire c. 1868 to the Twenty-Prénom Century, vol. III, Cambridge University Press, 2023, 138-167 p. (ISBN 9781108164535, OCLC 1382587192, DOI 10.1017/9781108164535.007), « Asia-Pacific War ».

- (en) John Toland, The Rising Sun: The Decline and Fall of the Japanese Empire 1936–1945, Random House, 2003 (1re éd. 1970) (ISBN 9780812968583, OCLC 52441692).

1. ↑  Toland 2003, p. 519.

- (en) Ian W. Toll, The Conquering Tide: War in the Pacific Islands, 1942–1944, W. W. Norton, 2015 (ISBN 978-0393080643, OCLC 902661305).

1. ↑  Toll 2015, p. 306.
2. ↑  Toll 2015, p. 437-438.
3. ↑  Toll 2015, p. 508.
4. 1 2  Toll 2015, p. 457.
5. 1 2  Toll 2015, p. 462.
6. 1 2 3  Toll 2015, p. 463.

- (en) United States War Department Historical Division, Small Unit Actions – France: 2d Ranger Battalion at Pointe du Hoe; Saipan: 27th Division on Tanapag Plain; Italy: 351st Infantry at Santa Maria Infante; France: 4th Armored Division at Singling, War Department, Historical Division, 1991 (1re éd. 1946), 69–113 p. (OCLC 519761473, lire en ligne), « The Fight on Tanapag Plain: 27th Division, 6 July 1944 ».

- (en) Michael Vlahos, The Blue Sword: The Naval War College and the American Mission 1919–1941, Naval War College, 1980 (OCLC 7577592, lire en ligne).

1. ↑  Vlahos 1980, p. 118.

- (en) Peter Wetzler, Imperial Japan and Defeat in the Second World War: The Collapse of an Empire, Bloomsbury Academic, 2020 (ISBN 9781350120815, OCLC 1113926749).

- (en) Charles A. Willoughby, Reports of General MacArthur: Japanese Operations in the Southwest Pacific Area, vol. II, Part I, U. S. Government Printing Office, 1994 (1re éd. 1950) (OCLC 1054369044, lire en ligne).

1. ↑  Willoughby 1994, p. 250-251.

- (en) John Winton, Ultra in the Pacific: How Breaking Japanese Codes and Ciphers Affected Naval Operations Against Japan 1941–1945, Naval Institute Press, 1993 (ISBN 9781557508560, OCLC 29918990).

- (en) William T. Y'Blood, Red Sun Setting: The Battle of the Philippine Sea, Naval Institute Press, 1981 (ISBN 9780870215322, OCLC 7178031).

1. ↑  Y'Blood 1981, p. 4.
2. ↑  Y'Blood 1981, p. 4-5.
3. 1 2 3  Y'Blood 1981, p. 7.
4. ↑  Y'Blood 1981, p. 8
5. ↑  Y'Blood 1981, p. 12.

- (en) Steven J. Zaloga, M4 Sherman vs. Type 97 Chi-Ha: The Pacific 1945, Osprey, 2012 (ISBN 9781849086387, OCLC 798085213).

### Articles de journaux, rapports et thèses
- (en) William B. Allen, Sacked at Saipan, School of Advanced Military Studies, United States Army Command an General Staff College, 2012, Monograph (lire en ligne).

- (en) Preston Cloud, Robert G. Schmidt et Harold W. Burke, Geology of Saipan: Mariana Islands – Part 1. General Geology, United States Geological Survey, 1956, Rapport (lire en ligne [archive du 28 février 2017]).

1. ↑  Cloud, Schmidt et Burke 1956, p. 6.
2. ↑  Cloud, Schmidt et Burke 1956, p. 1.

- (en) The Commonwealth of the Northern Mariana Islands: Final Post Disaster Watershed Plan, US Army Corps of Engineers, 2022, Rapport (lire en ligne [archive du 17 janvier 2024]).

- (en) D. M. Giangreco, « A Score of Bloody Okinawas and Iwo Jimas: President Truman and casualty estimates for the invasion of Japan », Pacific Historical Review, vol. 72, no 1,‎ 2003, p. 93–132 (DOI 10.1525/phr.2003.72.1.93, JSTOR 10.1525/phr.2003.72.1.93).

- (en) Russell A Gugeler, Army Amphibian Tractor and Tank Battalions in the Battle of Saipan, Office of the Chief of Military History, 1945, Rapport (lire en ligne [archive du 3 janvier 2008]).

- (en) Richard P. Hallion, « Prelude to Armageddon », Air Power History, vol. 42, no 3,‎ 1995, p. 38–54 (JSTOR 26284340).

- (en) Christopher K. Hemler, Learning Triphibious War: American Fire Control and Coordination in the Pacific War (thèse), Texas A & M, 2021 (lire en ligne [archive du 6 mai 2024]).

- (en) Matthew Hughes, « War without mercy? American Armed Forces and the deaths of civilians during the battle for Saipan, 1944 », Périodique of Military History, vol. 75, no 1,‎ 2001, p. 92–123.

1. ↑  Hughes 2001, p. 110-111.

- (en) Leonard L. McKinney, Portable Flame Thrower Operations in World War II, Historical Office, Office of the Chemical Corps, coll. « Chemical Corps Historical Studies », 1949, Brouillon de livre (lire en ligne).

- (en) Yashiro Noriaki « Japanese Strategy in the Second Phase of the Pacific War » (2009)  (lire en ligne)
—International Forum on War History (Eighth Forum) – "Strategy in the Pacific War".

- (en) Vincent O'Hara, « A Tale of Two Invasions », Naval History Magazine, vol. 33, no 3,‎ 2019 (lire en ligne [archive du 4 juin 2019]).

- (en) Dylan J. Plung, « The Impact of Urban Evacuation on Japan during World War II », The Asia-Pacific Périodique: Japan Focus, vol. 19, no 19,‎ 2021 (lire en ligne [archive du 13 novembre 2021]).

- (en) Mark P. Sullivan, The Mechanism for Strategic Coercion: Denial or Second Order Change?, Air University Press, 1995, 31–54 p., Rapport (JSTOR resrep13891.9, lire en ligne), « Japan's Decision to Surrender ».

- (en) Beatrice Trefalt, « The Battle of Saipan in Japanese Civilian Memoirs: Non-combatants, Soldiers and the Complexities of Surrender », Périodique of Pacific History, vol. 53, no 3,‎ 2018, p. 3 (DOI 10.1080/00223344.2018.1491300, lire en ligne ).

1. ↑  Trefalt 2018, p. 255-256.
2. ↑  Trefalt 2018, p. 259.

### Ressources en lignes
- (en) Adam Bisno, « Operation Forager: The Battle of Saipan, 15 June–9 July 1944 » [archive du 6 décembre 2019], sur Naval History and Heritage Command, 2019.

- (en) Rob Gilhooly, « Japan's Renegade Hero Gives Saipan New Hope », Japan Times, japan Times,‎ 15 mai 2011 (lire en ligne [archive du 6 juillet 2015]).

- (en) « International M–2–4 Rocket Truck » [archive du 6 février], sur The Marine Corps Mechanized Museum, Camp Pendleton, California, 2013.

### Sources primaires
- Assistant Chief of Air Staff–Intelligence, Mission Accomplished:Interrogations of Japanese Industrial, Military, and Civil Leaders of World War II, Headquarters, Army Air Forces, 1946 (lire en ligne).

- (en) David B Crist Casablanca Conference: January, 1943 (rapport), Joint Chiefs of Staff, 1973 (ISBN 9780160938948, lire en ligne).

- (en) David B Crist Quadrant Conference: August, 1943 (rapport), Joint Chiefs of Staff, 1973 (ISBN 9780160938832, lire en ligne).

- (en) (Joint Expeditionary Force (TF 51), Office of the Commander) Report of the Capture of the Marianas (rapport), 1944 (lire en ligne).

- Toshikazu Kase, Journey to the Missouri: A Japanese Diplomat's Story of How His Country Made War and Peace, Yale University Press, 1950 (OCLC 395571).

- (en) Harry Schmidt Report of Marianas Operation Phase I (Saipan) (rapport), Marine Corps Academy, 1944 (lire en ligne).

- Holland M. Smith et Percy Finch, Coral and Brass, Charles Scribner's Sons, 1949 (OCLC 367235, lire en ligne).

- Soemu Toyoda, The Campaigns of the Pacific War, United States Strategic Bombing Survey, Naval analysis Division, 1946 (OCLC 1041650487, lire en ligne), « Combined Fleet Ultrasecret Operation Order 76 », p. 226–231.

- United States Strategic Bombing Survey, Interrogations of Japanese Officials, vol. 2, U. S. Government Printing Office, 1946 (ISBN 9780598449320, OCLC 3214951, lire en ligne [archive du 17 novembre 2015]).